# Concordia de Palazuelos

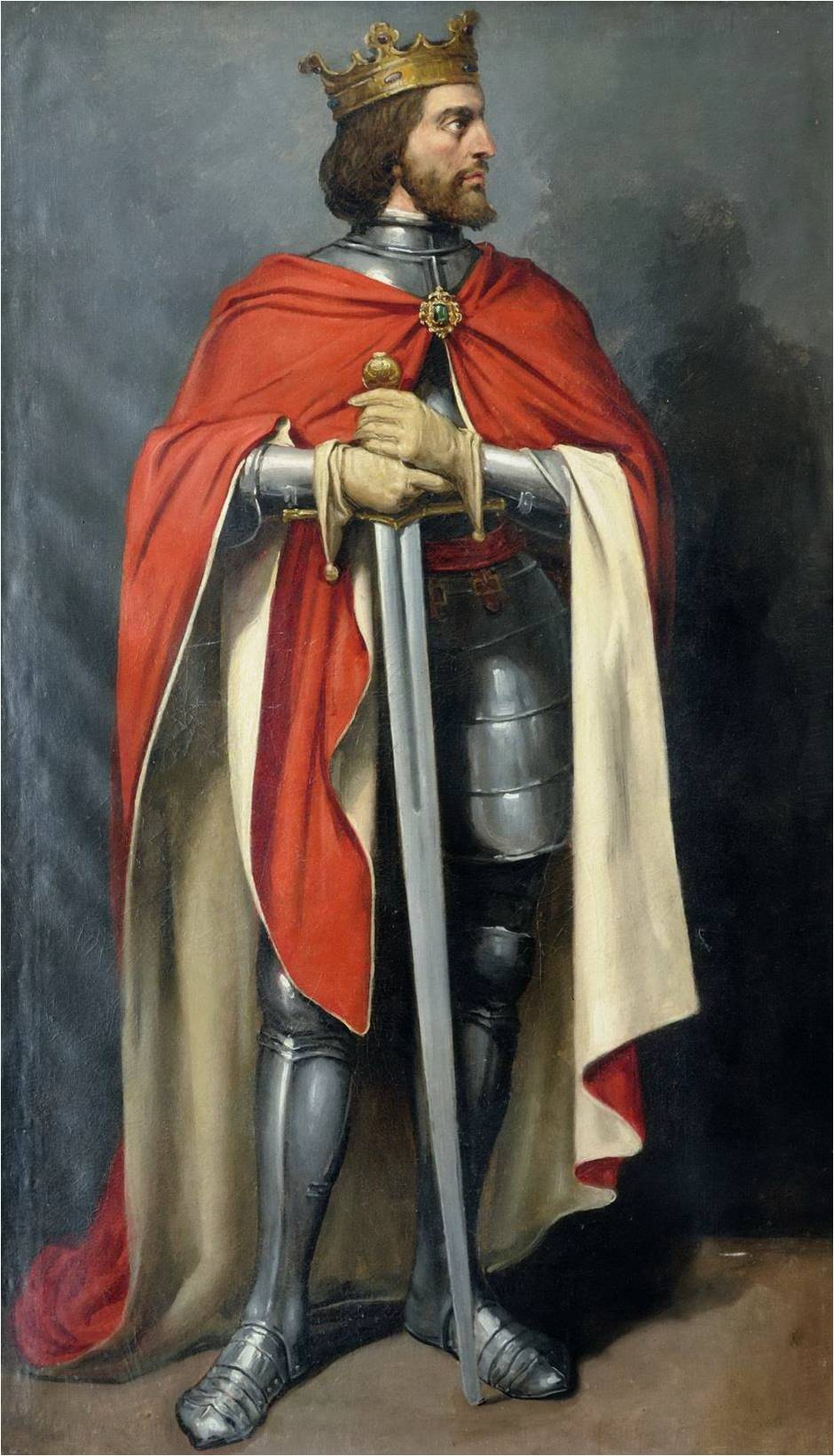
Retrato imaginario de Alfonso XI, por José María Rodríguez de Losada (h. 1894).

La Concordia de Palazuelos fue un acuerdo ratificado en 1314 en el Monasterio de Santa María de Palazuelos, situado en la provincia de Valladolid, en el que se estipuló quiénes debían ser los tutores del rey Alfonso XI de Castilla, menor de edad en esos momentos, pues contaba tres años de edad.
En la llamada Concordia de Palazuelos, firmada en el año 1314, se encomendó la tutoría del joven Alfonso XI, hijo del difunto rey Fernando IV, a sus tíos, los infantes Juan de Castilla, hijo de Alfonso X, y Pedro de Castilla, hijo de Sancho IV, y a su abuela la reina María de Molina, viuda de Sancho IV  y madre de Fernando IV, a quien le fue confiada la crianza y la custodia del niño rey. Al mismo tiempo se acordó que la Cancillería del reino se hallase junto al rey, que tomasen cartas blancas los tutores para los pleitos que resolvieran en las villas, que los tutores destruyesen los sellos reales que habían usado hasta entonces, y que los tutores ejerciesen como tales en los lugares en los que habían sido designados.
En las Cortes de Burgos de 1315 se ratificó lo dispuesto en la Concordia de 1314, estipulándose además que en caso de morir alguno de los tutores, continuarían en el cargo los tutores vivos, comprometiéndose a que no pudiese acceder a la tutoría del rey nadie a excepción de la reina María de Molina y los infantes Pedro y Juan. Se rompieron los sellos anteriores de los tutores y comenzaron a usar uno nuevo, al tiempo que se disponía que la Cancillería se hallase junto al rey y a la reina María de Molina. Los tutores se comprometían a no conceder tierras o bienes monetarios a persona alguna, disponiéndose que sólo se podrían hacer donaciones con el sello del rey, y con el consentimiento de los tres.